# الجبانة (الرضمة)

تعديل مصدري - تعديل

الجبانة محلة تابعة لقرية حرف العمرى، التابعة لعزلة كحلان بمديرية الرضمة إحدى مديريات محافظة إب في الجمهورية اليمنية.، بلغ تعداد سكانها 57 حسب تعداد اليمن لعام 2004.